# Pipiza nigripilosa
Pipiza nigripilosa är en tvåvingeart som beskrevs av Samuel Wendell Williston  1887. Pipiza nigripilosa ingår i släktet gallblomflugor, och familjen blomflugor. Inga underarter finns listade i Catalogue of Life.